# Macarelleta
La platja Macarelleta està situada a l'illa de Menorca i concretament al sud del municipi de  Ciutadella.

## Descripció
La platja es troba a 14 quilòmetres de Ciutadella, entre el Castellet de Macarella i Cala Macarella. El seu nom fa referència al nom de la Cala germana i a les seves dimensions diminutes.
El seu paisatge és típic del litoral meridional menorquí. Està envoltada de penya-segats agrestes i poc accessibles, que donen pas a les petites cales, que coincideixen en la desembocadura de barrancs i canals.
És una de les cales més visitades de Menorca, tant per a turistes com per a ciutadellencs. Per arribar-hi, cal fer-ho amb un en vehicle particular, aparcar-lo a l'aparcament gratuït i caminar una mitja hora, o bé aparcar el vehicle a l'aparcament de Cala Macarella (peatge) i caminar uns 10 minuts.